# معالجة معيضة بالهرمون الحيوي المطابق
المعالجة المعيضة بالهرمون الحيوي المطابق أو ما يُعرَف بالمعالجة الهرمونية الحيوية المطابقة أو المعالجة الهرمونية الطبيعية، هي استخدام الهرمونات المطابقة للهرمونات الداخلية على المستوى الجزيئي في تعويض الهرمون. يمكن دمجها أيضًا مع اختبار مستويات الهرمون في الدم أو اللعاب، واستخدام التركيب الصيدلاني للحصول على الهرمونات، سعيًا للوصول إلى المستوى الهرموني المطلوب في الجسم. لم تُثبَت مزاعم المعارضين للمعالجة المعيضة بالهرمون المطابق حيويًا بالاختبارات العلمية نهائيًا. وتشمل الهرمونات المستخدمة في هذه المعالجة الأستروجين والاستراديول والبروجسترون (الذي يتواجد في المنتجات المصنعة المصادق عليها من قبل منظمة الغذاء والدواء وفي الأدوية المركبة صيدلانيًا) والتستوستيرون والدايهدروتستوستيرون (توجد قيود صارمة على توافر وموافقة التستوستيرون والدايهدروتستوستيرون في كندا والولايات المتحدة) والاستريول (المتوفر في أوروبا، وغير المصادق عليه في كندا والولايات المتحدة).
المعالجة المعيضة المركبة خصيصًا ممارسة مقيدة للغاية في الولايات المتحدة. وتعد شكلًا من أشكال الطب البديل. قُدَّمت كدواء شافٍ لعدة أمراض ولتخفيف أعراض سن الإياس، متجاوزةً الهدف الطبي المتمثل في إنقاص خطر هشاشة العظام. توجد أدلة قليلة لدعم هذه المزاعم المتزايدة، ويُتَوقع أن مزايا ومضار الهرمونات مماثلة للأدوية المصادق عليها والمثبتة بالدليل وفقًا لأبحاث وتنظيمات مكثفة. يعد البروجسترون الهرمون الوحيد المستثنى من هذا الأمر، فله ملف أمان مثبت بالمقارنة مع البروجستينات الاصطناعية، على الرغم من أنه لم تجرَ مقارنة مباشرة بينهما. تعد المخاطر المترافقة مع العملية غير المضبوطة لتركيب الهرمون الحيوي المطابق غير مفهومة بوضوح. بالإضافة لذلك، لم تثبت دقة وفعالية اختبار اللعاب بشكل نهائي، ولم تُدرَس التأثيرات طويلة الأمد لاختبار الدم المستخدم للوصول إلى المستويات الهدفية للهرمون.
نشرت كل من الجمعية العالمية لسن الإياس، والكلية الأمريكية لأطباء الأمراض النسائية والتوليد، وجمعية التوليد وأمراض النساء في كندا، وجمعية الأمراض الغدية، وجمعية شمال أمريكا لسن الإياس، وإدارة الغذاء والدواء، والجمعية الأمريكية لأطباء الغدد السريريين، والمؤسسة الطبية الأمريكية، وجمعية السرطان الأمريكية ومايو كلينك، تصريحات تدلي بوجود نقص في الأدلة على اختلاف المزايا والمضار بين الهرمونات المطابقة حيويًا ونظائرها غير المطابقة والمدروسة جيدًا، وإلى أن تُكتشف أدلة كهذه، ينبغي التعامل مع المضار على أنها متماثلة وأن المنتجات الهرمونية المركبة قد تملك مضارًا إضافية متعلقة بالتركيب. من دواعي القلق الكبرى في العلاج الهرموني الحيوي المطابق أنه لا يوجد التزام بوضع نشرات في عبواتها، على الرغم من إمكانية حدوث سلسلة من التأثيرات الجانبية المتنوعة (بما في ذلك التأثيرات المختلفة المهددة للحياة). يؤدي هذا الأمر إلى انخداع المستهلك (وأذيته)، فهو مدفوع للاعتقاد بأن أي مخاطر أو مشاكل مرتبطة بالهرمون تنتج حصرًا عن الهرمونات غير المطابقة حيويًا، وأن الأشكال المركبة آمنة وليس لها تأثيرات جانبية. في الواقع، لم تُدرَس مخاطر هذه الهرمونات بقدر الهرمونات غير الحيوية، فالمخاطر غير مفهومة جيدًا. تُلزِم الهيئات التنظيمية الصيدليات بإدراج معلومات الأمان المهمة للمعالجة الهرمونية المعيضة التقليدية عبر نشرات العبوات.

## تاريخها
استُخدِمت الهرمونات الحيوية المطابقة لأول مرة لتلطيف أعراض سن الإياس في ثلاثينيات القرن الماضي، بعد أن طور الباحث الكندي جيمس كوليب طريقة لاستخراج إستروجين فعال فمويًا من بول النساء الحوامل، وسوّق له كعامل فعال في المنتج المدعو بالإيمينين. وحل في الأسواق حين بدأ مصنعه آيرست (الذي سمي لاحقًا ويث للمستحضرات الدوائية) بإنتاج إستروجين اصطناعي مقترن وأسهل صنعًا من الخيول عام 1941 تحت الاسم التجاري بيرمارين، وبحلول عام 1922 كان البريمارين أشيع دواء موصوف في الولايات المتحدة.
في سبعينيات القرن المنصرم بدأت بالظهور أبحاث وتقارير تشير إلى المخاطر الناتجة عن الإستروجين المقترن الاصطناعي. واكتشفت التحقيقات أن إضافة البروجستوجين إلى الإستروجين تقلل من المخاطر. وفي بدايات الثمانينيات من القرن العشرين، اقترحت الصحيفة الطبية البريطانية (بي إم جي) استخدام البروجسترون الحيوي المطابق الفموي كخيار بديل حين تسبب البروجسترونات الصنعية تأثيرات جانبية توجب إيقاف العلاج. في مايو 1998، وافقت إدارة الدواء والغذاء على البروميتريوم، وهو منتج بروجستروني حيوي مطابق فموي مصنع بواسطة سولفاي للمستحضرات الصيدلانية.
كان كل من الطبيبين جون آر. لي وجوناثان رايت رائدين في مجال المعالجة المعيضة بالهرمون الحيوي. ألّف لي عدة كتب مشهورة حول هذه المعالجة وشجع المعالجة المعيضة المركبة خصيصًا، بهدف إنجاز ما يسمى «توازن الهرمون الطبيعي». أقام هذا الهدف على الاختبارات السريرية للعاب لتحديد أماكن تواجد «العيوب»، على الرغم من أن إدارة الدواء والغذاء صرحت أن اختبارات الدم واللعاب لا يُعتَمد عليها وبلا قيمة على المستوى الحيوي. آمن لي أن البروجسترون يعمل كدواء شافِ ومقوٍ للصحة العامة في عدة حالات صحية، وبنى مزاعمه هذه على البيانات الفردية بدلًا من الأبحاث الخاضعة لمراجعة الأقران، ولا توجد أي تجارب سريرية تشير لصحتها. ألّف رايت أيضًا كتابًا مشهورًا حول المعالجة المعيضة الحيوية وروج لصيغة إستروجينية ثلاثية دعيت باسم «ترايست»، جمعت هذه الصيغة الإستروجينات الثلاثة الأشيع (من أصل 25 نوعًا) المتواجدة لدى إناث البشر، وهي: الإستريول والإستراديول والإسترون. استعملت الصيغ الحيوية المطابقة سابقًا الاستراديول فقط. اعتمدت هذه الصيغة الثلاثية على دراسة وحيدة غير منشورة لم تأخذ استنتاجاتها بالحسبان كيفية معالجة وإفراز الإستروجين في الجسم -وبالأخص كيفية معالجة الكبد للإستروجين الفموي وتحويل معظمه إلى إسترون. لم يجرِ رايت أي متابعة لمراجعة هذه الملاحظات. يمكن اعتبار رايت أول مؤيد للمعالجة المعيضة الحيوية يستخدم مصطلح «المطابق حيويًا» -صاغ هذه الكلمة ليصف الجزيئات المشتقة صنعيًا غير المعروفة التي اعتقد أنها مطابقة للهرمونات البشرية. ولكن، لم يُستخدَم أي دليل متعلق بالبنى البلورية لدعم فكرة أن هذه الجزيئات مطابقة فعلًا لهرمونات الإنسان الداخلية. حين نُشِرت تقارير مبادرة الصحة النسائية حول المخاطر غير المقدرة للإستروجين المأخوذ من الخيل، استخدم العديد من الواصفين لهذه المعالجة تأكيدات رايت (واصطلاحاته) لإظهار أفضلية الجزيئات الحيوية المطابقة على الرغم من ندرة الدليل الداعم علميًا. عقب نشر الكتاب المشهور للممثلة سوزان سومرز في عام 2006، نال مصطلح «الحيوي المطابق» شهرة أكبر في الوعي العام بصفته «وصفًا جديدًا غير مفهوم» فيما يتعلق بالمعالجة المعيضة للهرمون.